# Henry Giménez
Henry Giménez, vollständiger Name Henry Damián Giménez Báez, (* 13. März 1986 in Durazno) ist ein uruguayischer Fußballspieler.

## Karriere

### Verein
Henry Giménez begann seine Karriere in der Jugend von Centro Atlético Fénix. Ab der Clausura 2004 stand er im Kader von Fénix in der Primera División Profesional de Uruguay, der höchsten uruguayischen Spielklasse. Nach zwei torlosen Einsätzen in der Zwischensaison 2005 absolvierte er in der Spielzeit 2005/06 insgesamt 13 Partien für die Albivioletas, in denen er zwei Treffer erzielen konnte. Nach der Apertura 2005 verließ er die Hauptstädter und schloss sich für die Clausura 2006 und die Apertura 2006 dem Tacuarembó FC an, für die er in 26 Einsätzen zwei Tore erzielte. Zur Clausura 2007 unterschrieb Giménez bei River Plate Montevideo. Nachdem er in seiner ersten Spielzeit bei River Plate Montevideo drei Tore in 13 Partien erzielen konnte, gelang es ihm in der darauffolgenden Saison seine Trefferquote zu steigern. Mit 14 Toren in 29 Partien gehörte er zu den besten Torjägern des Teams. Er blieb noch eine Spielzeit in Uruguay, in der er bei 23 Begegnungen zum Einsatz kommend zehn Treffer markieren konnte. Noch in der Apertura 2009 wird er im Kader von River Plate Montevideo geführt und kam auch zu einem weiteren Einsatz, jedoch wurde er am 31. August 2009 auf Leihbasis zum italienischen Erstligisten FC Bologna transferiert. Dem Verein wurde zudem eine Kaufoption zugesichert. Nachdem er in den ersten Monaten nicht zum Einsatz gekommen war, schaffte er es zum Jahresbeginn 2010 sich in die Stammformation der Emilianer zu spielen. Daraufhin zog Bologna die Kaufoption und nahm den uruguayischen Angreifer definitiv unter Vertrag. In seiner ersten Saison brachte er es auf 18 Einsätze in der Serie A und erzielte drei Treffer. In den beiden folgenden Jahren lief er in der Liga in 26 Partien (drei Tore) bzw. 14 Spielen (kein Tor) auf. Über einen Status als Ergänzungsspieler kam er dabei jedoch nicht hinaus, da Einwechslungen die Startelfeinsätze bei weitem überwogen. In der Hinrunde der Spielzeit 2012/13 standen nur noch zwei Einsätze als Einwechselspieler zu Buche. Im Januar 2013 schloss er sich sodann vorübergehend auf Leihbasis dem US Grosseto an, wo er 15 Begegnungen in der Serie B bestritt und einen Treffer beisteuerte. Er kehrte jedoch zur Saison 2013/14 nach Bologna zurück, kam allerdings nicht zum Einsatz. Anfang Januar 2014 wechselte er zu Nacional Montevideo. Bei den Bolsos absolvierte er in der Spielzeit 2013/14 sechs Ligaspiele, erzielte dabei ein Tor und wurde zudem einmal in der Copa Libertadores 2014 aufgestellt (kein Tor). In der Saison 2014/15 wurde er in der Apertura in elf Erstligaspielen (ein Tor) eingesetzt. Im Mai 2015 wurde er seitens der uruguayischen Profifußballspielergewerkschaft MUFP allerdings als vereinsloser Spieler geführt. Anfang Juli 2015 schloss er sich der von Luis Fernando Suárez trainierten Mannschaft des peruanischen Vereins Universitario de Deportes an. Dort bestritt er sieben Erstligaspiele (kein Tor) und drei Partien (ein Tor) in der Copa Sudamericana 2015. Anfang Januar 2016 wechselte er zu Mushuc Runa. Bei den Ecuadorianern wurde er fünfmal (kein Tor) in der Primera A eingesetzt. Anschließend war er zunächst vereinslos. Anfang November 2016 vermeldete der maltesische Klub Gżira United, das er Giménez für ein Jahr unter Vertrag genommen habe. Im Februar 2017 verpflichtete ihn der uruguayische Zweitligist Deportivo Maldonado.

### Nationalmannschaft
Henry Giménez war mindestens im Juni 2007 Mitglied der von Roland Marcenaro betreuten U-23-Auswahl Uruguays. Er bestritt sein erstes von bislang zwei Länderspielen für die A-Nationalmannschaft Uruguays am 25. Mai 2008 im Freundschaftsspiel gegen die Auswahl der Türkei. Drei Tage später folgte der zweite Einsatz. Dieses Mal war der Freundschaftsspielgegner die norwegische Elf. Einen Treffer erzielte er in beiden Spielen nicht.

## Sonstiges
Anfang Februar 2015 stand er vor Gericht, da er sich auf dem Heimweg nach dem Festival Nacional del Folclore in Durazno einer polizeilichen Alkoholkontrolle durch Flucht entzog. Giménez wurde für einen Zeitraum von 90 Tagen zu Hausarrest an Samstagen und Sonntagen zwischen 20 Uhr abends und 8 Uhr morgens verurteilt.